# Metanema ustinota
Metanema ustinota är en fjärilsart som beskrevs av Louis Beethoven Prout 1925. Metanema ustinota ingår i släktet Metanema och familjen mätare. Inga underarter finns listade i Catalogue of Life.